# Чуново (Братислава)
Чуново (словац. Čunovo, в прошлом — Дуначун, венг. Dunacsún, Зандорф, нем. Sandorf) — район Братиславы, относится к округу Братислава V, является самым южным районом города Братислава. Граничит с Венгрией и Австрией. Расположен недалеко от Дунайской велосипедной трассы и плотин «Габчиково».

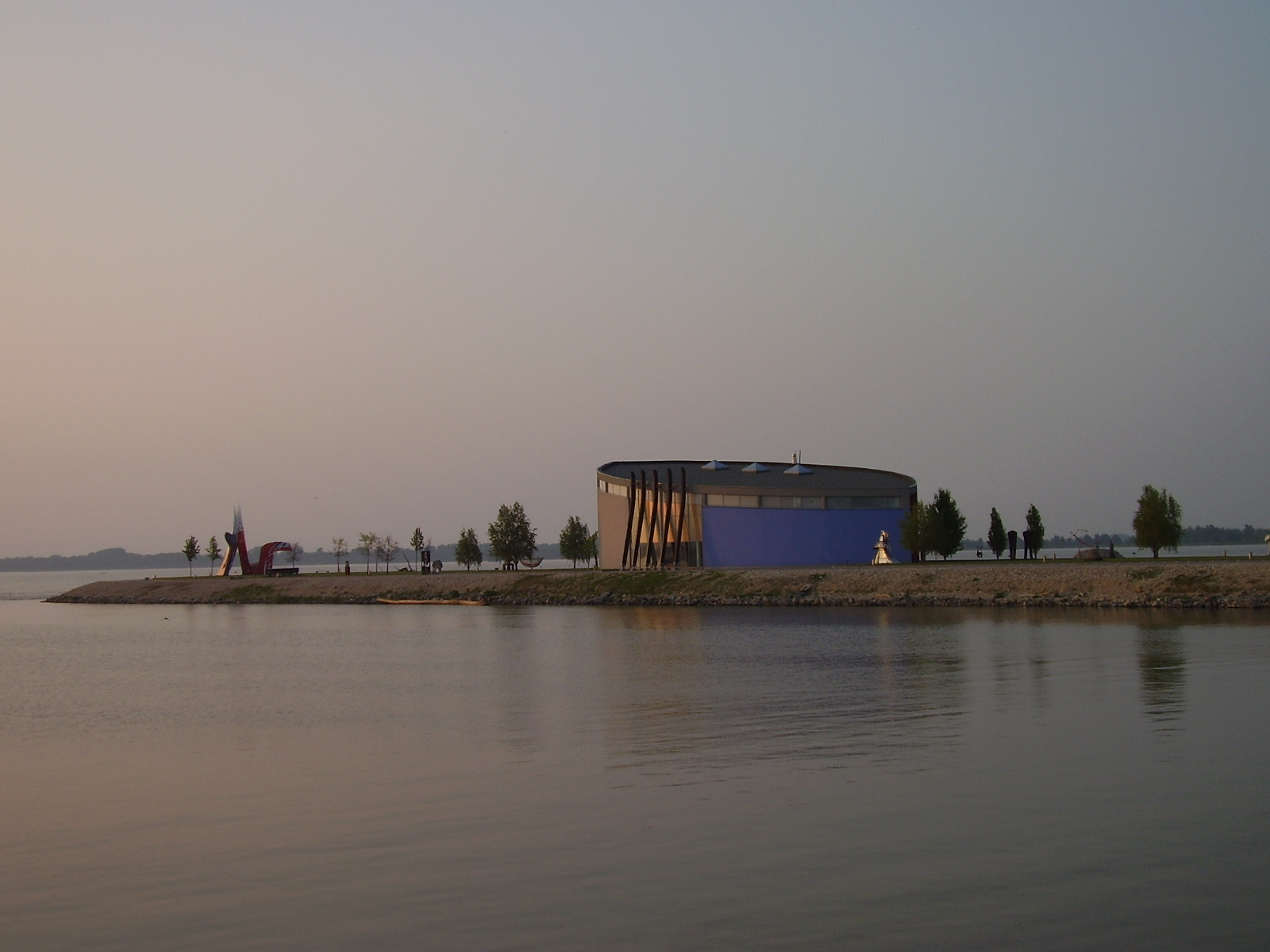
Данубиана, художественный музей Херарда Мёленстена

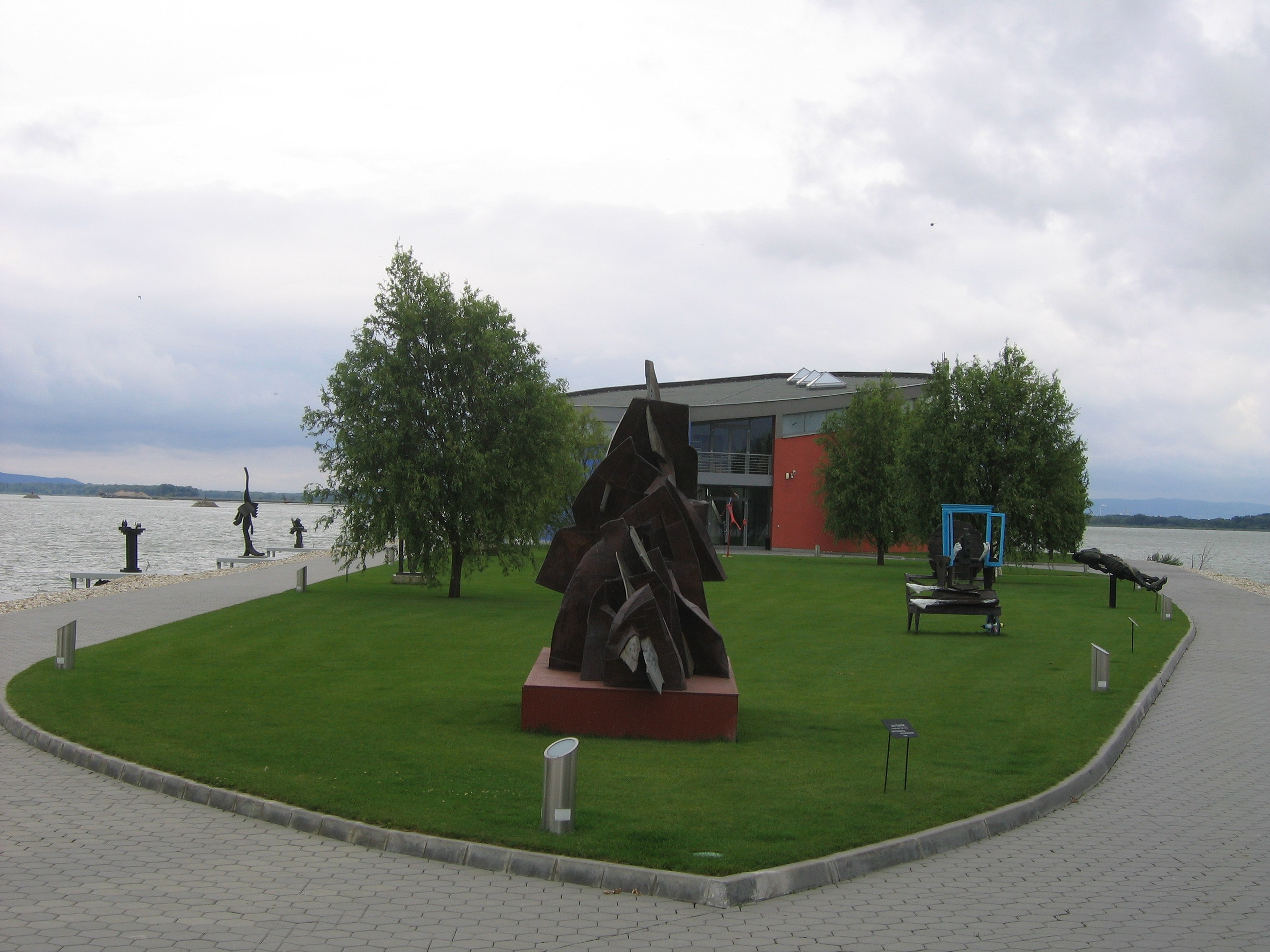
Данубиана, художественный музей Херарда Мёленстена

Деревня Дуначун присоединена к Чехословакии 15 октября 1947 года вместе с деревнями Орошвар (Русовце) и Горватьярфалу (Яровце) по решению Парижской мирной конференции. Присоединение этих территорий позволило начать строительство братиславского порта на Дунае. До присоединения к Чехословакии Чуново населяли преимущественно хорваты. Некоторая часть местного населения до сих пор говорит по-хорватски и сохраняет национальные традиции и фольклор.
На окраине полуострова, посреди мощного течения Дуная, 9 сентября 2000 года был открыт один из европейских музеев современного искусства «Данубиана».

## Демография
На конец 2014 года в районе Чуново проживало 1 248 человек.

### Этнический состав
Всего: 1010 человек
- словаки: 778 (77,03 %);
- хорваты: 124 (12,28 %);
- венгры: 66 (6,53 %);
- не определившиеся: 16 (1,58 %);
- чехи: 13 (1,29 %);
- немцы: 9 (0,89 %);
- другие национальности: 4 (0.39 %).

### Деление по языкам
Всего: 1010 человек
- словацкий: 753 (74,55 %);
- хорватский: 113 (11,19 %);
- венгерский: 78 (7,72 %);
- немецкий: 27 (2,67 %);
- языковая принадлежность не определена: 23 (2,28 %);
- чешский: 12 (1,19 %);
- другие языки: 4 (0.39 %).

### Религиозная принадлежность
Всего: 1010 человек
- римско-католическая церковь: 783 (77,52 %);
- без конкретного вероисповедания: 150 (14,85 %);
- религиозная принадлежность не определена: 35 (3,47 %);
- евангелическая церковь аугсбургского исповедания: 20 (1,98 %);
- другие религии: 17 (1,68 %);
- реформатская христианская церковь: 5 (0,50 %).

## Памятники
- Церковь Святого Михаила Архангела, XVIII век.
- Особняк с зернохранилищем, XVIII век (1765 — 1770 годы).
- Статуя святого Флориана на Граничарской (Hraničiarskej) улице в нише односемейного дома.
- Статуя Девы Марии на перекрёстке рядом с остановкой общественного транспорта.
- Статуя святого Ивана (святого Яна Непомуцкого) на Сохоровой (Sochorovej) улице.
- Мемориал британским лётчикам. Открыт в 2004 году по случаю 60-летней годовщины обстрела самолёта британских ВВС[8]. Расположен на территории Дунайской дамбы.

## Внешние ссылки
- Čunovo.info - информация о районе Чуново, история района Чуново, полезная информация для жителей Чуново, услуги, экскурсии, объявления, фотогалерея района Чуново и туристический путеводитель по окрестностям
- Мемориал британским лётчикам